# Cécile, ma fille
Pour les articles homonymes, voir Cécile.
Cécile, ma fille est une chanson de Claude Nougaro sortie en 1963.
Dans la chanson, Nougaro, devenu père en 1962, s'adresse à sa fille de six mois. Il a composé la mélodie a cappella et c'est Jacques Datin qui a finalisé les arrangements. 
La chanson a été rééditée en 1969 et en 1972 chez Philips.
Elle a été reprise par de nombreux artistes, dont Michel Fugain en 1981, Yves Duteil en 1996, Maurane et Bernard Lavilliers en 2010, ou Maurice Vander en version instrumentale.
Cécile Nougaro, devenue photographe et musicienne, s'occupe depuis 2007 du projet de la Maison Nougaro à Toulouse.